# Erythrus formosanus
Erythrus formosanus är en skalbaggsart som beskrevs av Bates 1866. Erythrus formosanus ingår i släktet Erythrus och familjen långhorningar.
Artens utbredningsområde är Taiwan. Inga underarter finns listade i Catalogue of Life.